# Municipio de Denton (Míchigan)
El municipio de Denton (en inglés: Denton Township) es un municipio ubicado en el condado de Roscommon en el estado estadounidense de Míchigan. En el año 2010 tenía una población de 5557 habitantes y una densidad poblacional de 59,41 personas por km².

## Geografía
El municipio de Denton se encuentra ubicado en las coordenadas 44°16′59″N 84°40′22″O / 44.28306, -84.67278. Según la Oficina del Censo de los Estados Unidos, el municipio tiene una superficie total de 93.53 km², de la cual 67,96 km² corresponden a tierra firme y (27,35 %) 25,58 km² es agua.

## Demografía
Según el censo de 2010, había 5557 personas residiendo en el municipio de Denton. La densidad de población era de 59,41 hab./km². De los 5557 habitantes, el municipio de Denton estaba compuesto por el 96,99 % blancos, el 0,54 % eran afroamericanos, el 0,58 % eran amerindios, el 0,49 % eran asiáticos, el 0,4 % eran de otras razas y el 1,01 % eran de una mezcla de razas. Del total de la población el 1,44 % eran hispanos o latinos de cualquier raza.